# Schwarzenbach (Homburg)
Schwarzenbach ist ein Stadtteil der saarpfälzischen Kreisstadt Homburg im Saarland.

## Lage
Schwarzenbach liegt ca. 4 km südwestlich von Homburg auf einer Höhe zwischen 230 und 280 m ü. NHN. Durch den Ort verläuft die Bundesstraße 423. Zudem befindet sich dort eine Einrichtung des Christlichen Jugenddorfwerkes Deutschlands (CJD), in der Menschen mit Beeinträchtigung eine berufliche Erstausbildung ermöglicht wird.

## Geschichte
Der Ort Schwarzenbach bildete zusammen mit Beeden die Gemeinde Beeden-Schwarzenbach. Im Jahr 1913 wurde diese Gemeinde aufgelöst und in die Kreisstadt Homburg eingegliedert.